# Georg Schultze (Rechtswissenschaftler)
Georg Schultze (auch Schultz; * 2. September 1599 in Löwenberg, Fürstentum Schweidnitz; † 5. Oktober 1634 in Wittenberg) war ein deutscher Rechtswissenschaftler.

## Leben
Geboren als Sohn des gleichnamigen Bürgermeisters Georg Schultze und dessen Frau Regina, einer Tochter des Löwenberger Ratsmannes Nicolaus Fröbe und dessen Frau Regina Schurbart, stammte Georg aus angesehenem Senatorengeschlecht in seiner Geburtsstadt. Er besuchte das Gymnasium seiner Heimatstadt, bezog am 15. Oktober 1617 die Universität Leipzig, wechselte an die Universität Wittenberg und begab sich am 17. Oktober 1620 an die Universität Frankfurt (Oder). Dort blieb er ein halbes Jahr, kam am 27. April 1621, über Löwenberg kommend, wieder in Wittenberg an, wo er am 18. Dezember 1623 das Lizentiat der Rechte erwarb.
Am selben Tage heiratete er die älteste Tochter des Juristen Bartholomäus Reusner. Am 11. März 1624 wurde er als Assessor in die juristische Fakultät der Hochschule aufgenommen und zum Doktor der Rechtswissenschaften promoviert. 1627 begab er sich in die Dienste der Grafen von Barby und wurde vom sächsischen Kurfürsten als Substitut seines Schwiegervaters in Wittenberg verpflichtet. Nachdem er als Rat und Kanzler in adligen Häusern eingesetzt worden war, wurde er 1628 vom sächsischen Kurfürsten als Hofgerichtsadvokat eingestellt. Als Gottfried Reuter starb, setzte an der Wittenberger Universität eine Diskussion um die Neubesetzung der Stelle ein. Sein Schwiegervater schlug ihn für die vierte Professur den Instituten vor. Aufgrund der letzten Entscheidungsgewalt des Kurfürsten gelangte jedoch Johann Strauch I. an die Professur.
Schultze rückte an dessen Stelle als außerordentlicher Professor der juristischen Fakultät nach, las über die Constiutiones electorales Saxonicae und bekleidete 1633 das Dekanat der juristischen Fakultät. Während seiner Zeit verfasste er sieben Bücher. Infolge einer fiebrigen Erkrankung verstarb er in seinem 36. Lebensjahr und wurde am 6. Oktober 1634 in Wittenberg beigesetzt.
Aus der am 18. Februar 1624 geschlossenen Ehe mit Maria Magdalena Reusner gingen zwei Söhne und drei Töchter hervor: Bartholomäus und Maria Magdalena überlebten ihren Vater, Georg, Regina und Charitas hingegen nicht. Seine Frau war zum Zeitpunkt seines Todes mit einem weiteren Kind schwanger.